# Wettbewerbsrat der Republik Litauen

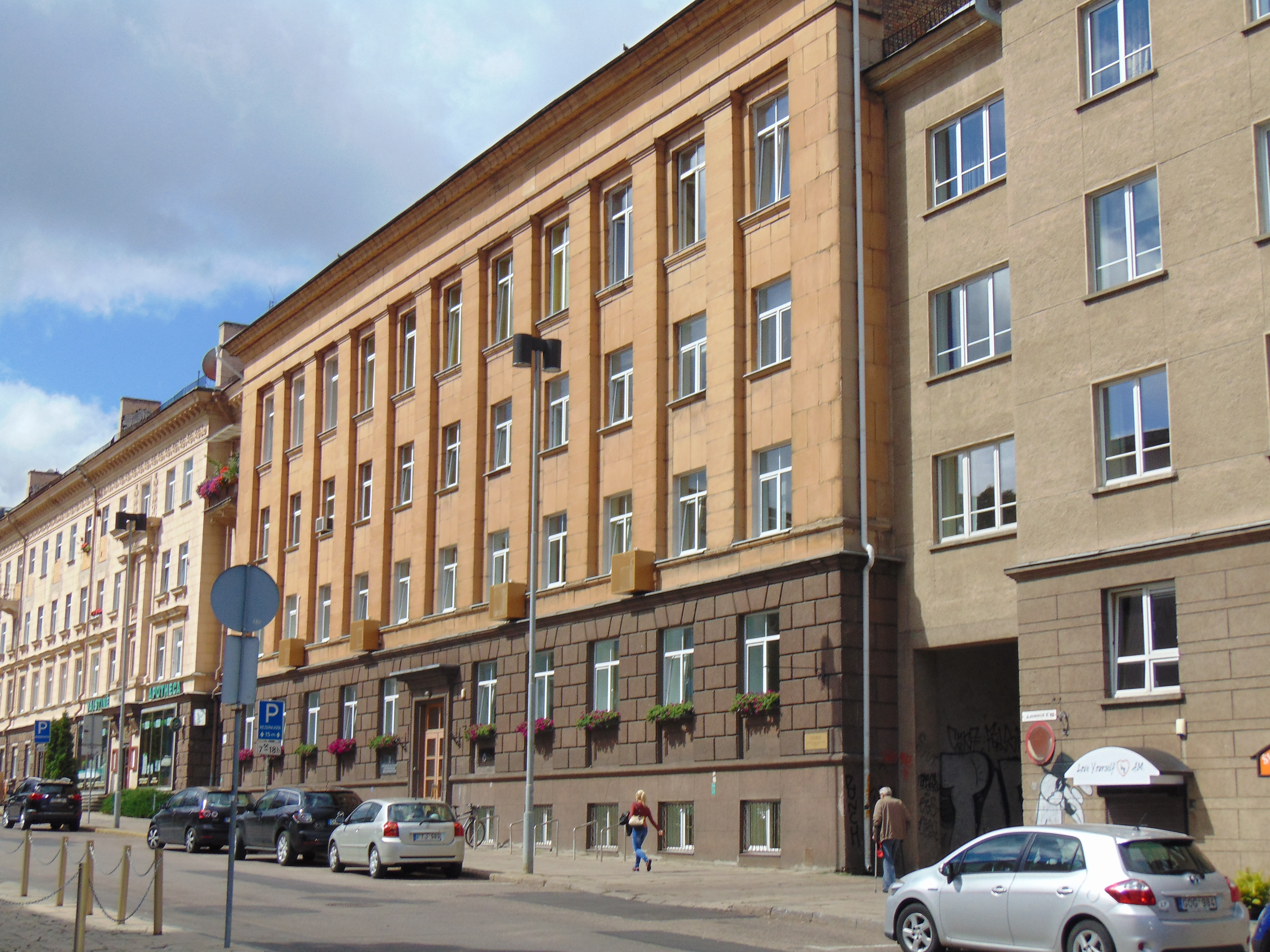
Sitz von 2004 bis 2012

Wettbewerbsrat der Republik Litauen (lit. Lietuvos Respublikos konkurencijos taryba) ist eine Wettbewerbsbehörde in Litauen mit dem Sitz in Vilnius. Als eine regulierend tätige Behörde hat sie die Aufgabe, negative Auswirkungen von Machtkonzentrationen auf Märkten zu bekämpfen.

## Geschichte
1992 errichtete man die Wettbewerbsbehörde am Wirtschaftsministerium Litauens (Konkurencijos taryba prie Valstybinės kainų ir konkurencijos tarnybos). 1995 wurde sie zu Konkurencijos taryba prie Konkurencijos ir vartotojų teisių gynimo tarnybos reorganisiert.
1999 wurde Konkurencijos taryba eine unabhängige Institution.

## Leitung
- 1992–1993: Filomena Jasevičienė
- 1993–2009: Rimantas Antanas Stanikūnas
- 2009–2010: Jonas Rasimas
- 2010–2011: Jūratė Šovienė
- seit 2011: Šarūnas Keserauskas